# Емерсон (Арканзас)
Емерсон (енгл. Emerson) град је у америчкој савезној држави Арканзас.

## Демографија
По попису из 2010. године број становника је 368, што је 9 (2,5%) становника више него 2000. године.
| Група             | 2000.       | 2010.       |
| Белци             | 226 (63,0%) | 243 (66,0%) |
| Афроамериканци    | 126 (35,1%) | 120 (32,6%) |
| Азијати           | 0 (0,0%)    | 1 (0,3%)    |
| Хиспаноамериканци | 6 (1,7%)    | 4 (1,1%)    |
| Укупно            | 359         | 368         |